# Clostridium xylanovorans
Il Clostridium xylanovorans è una specie di batterio appartenente alla famiglia delle Clostridiaceae.